# 2464 Nordenskiold
2464 Nordenskiold је астероид главног астероидног појаса. Приближан пречник астероида је 17,2 ,
а средња удаљеност астероида од Сунца износи 3,179 астрономских јединица (АЈ).
Инклинација (нагиб) орбите у односу на раван еклиптике је 0,855 степени, а орбитални период износи 2071,231 дана (5,670 година). Ексцентрицитет орбите астероида износи 0,208.
Апсолутна магнитуда астероида износи 11,5 а геометријски албедо 0,149.
Астероид је откривен 19. јануара 1939. године.